# 고성중학교 (전남)
고성중학교(古城中學校)는 대한민국 전라남도 진도군 고군면 고성리에 있는 공립 중학교이다.

## 학교 연혁
- 1955년 6월 30일 : 제1대 차준철 교장 취임
- 1955년 9월 8일 : 개교
- 1977년 3월 1일 : 학급증설 인가(18학급)
- 2024년 3월 1일 : 제26대 손성욱 교장 부임
- 2025년 2월 7일 : 제68회 14명 졸업(총 졸업생수 8,750명)

## 참고 자료
- 고성중학교 - 한국교육학술정보원 학교알리미